# چیسنا
چیسنا (به لهستانی:  Cisna) یک روستا در لهستان است که در گمینا چیسنا واقع شده‌است. چیسنا ۴۶۰ نفر جمعیت دارد.